# Chidlow
Chidlow est une paroisse civile du Cheshire, en Angleterre.